# ズダヤクシュ
ズダヤクシュ（喘息薬種、学名：Tiarella polyphylla ）はユキノシタ科ズダヤクシュ属の多年草。

## 分布と生育環境
北海道、本州、四国、九州に分布し、亜高山帯、深山の森林内、林縁に自生する。

## 特徴
花茎の高さは10cmから25cm。花期は6月から8月で、花茎の上部に、白色の5裂した花びらのような萼を斜め下向きに多数つける。葉は茎に互生し、モミジ形の葉をつける。富山県、福井県、長野県では喘息の咳止薬として用いられてきたので、この名がついた。